# شهرستان گوتلاند
شهرستان گوتلاند (به سوئدی: Gotlands län) یکی از شهرستان‌های کشور سوئد است که در دریای بالتیک و در شرق جزیره اولاند واقع شده است و بزرگترین جزیره سوئد محسوب می‌شود.
استان‌های سوئد بیشتر به بخش‌داری‌های متعددی تقسیم می‌شوند ولی گوتلاند فقط دارای یک بخش‌داری با نام گوتلاند می‌باشد.
مرکز این شهرستان شهر ویزبه با جمعیت ۲۲.۰۰۰  نفر است.

## سرزمین
این شهرستان با سرزمین گوتلاند متفاوت است.
سرزمین‌های سوئد معمولاً اشاره به تقسیمات تاریخی سوئد است که با تقسیمات فعلی متفاوت است ولی در این مورد مرزهای یکسانی دارند.

## نگارخانه

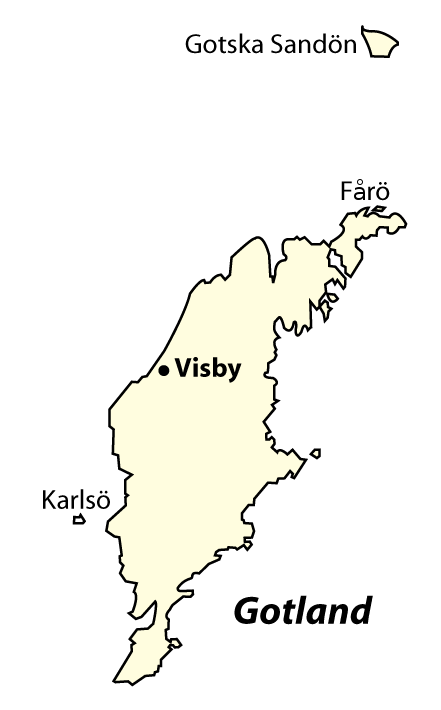
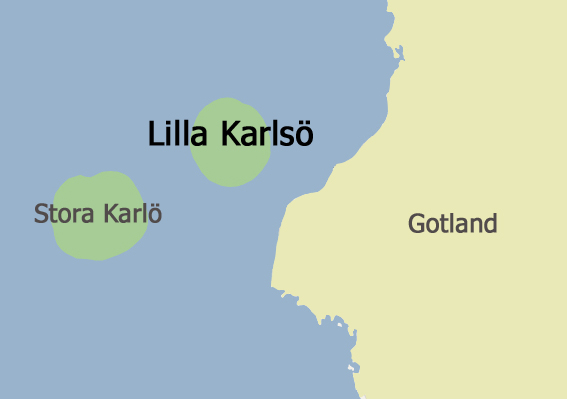